# Шенилл

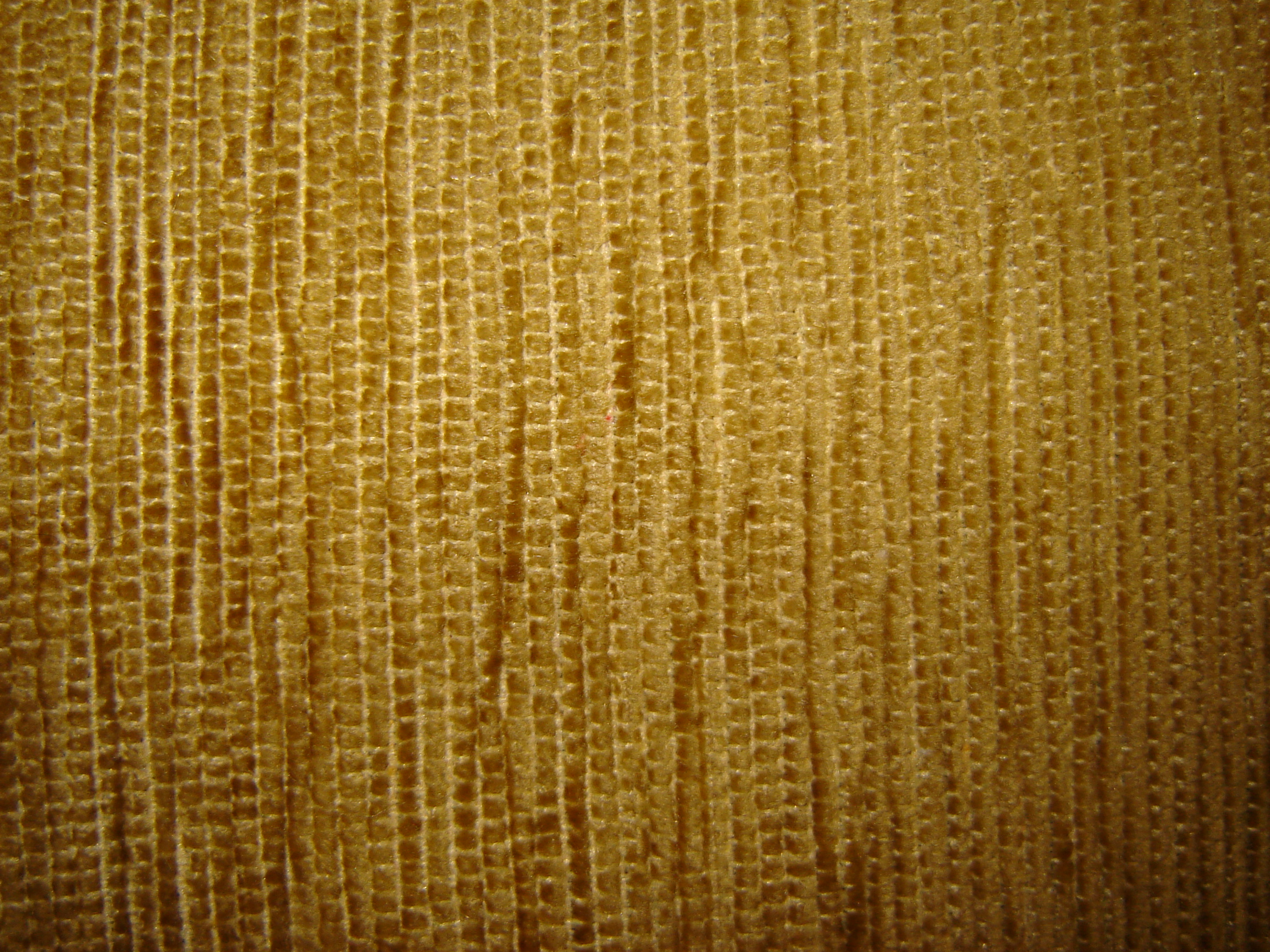
Ткань шенилл

Шени́лл — жаккардовая ткань со сложным рисунком плетения. В структуре имеет одну или несколько шенилловых нитей с ворсинками. Название «шенилл» имеет французское происхождение, в переводе означает «гусеница» (от фр. chenille). Название дано по составу нитей, основой которых являются начесанные, пушистые волокна.
Технологию получения пряжи создали несколько веков назад в США, и на протяжении долгого времени она считалась эксклюзивом.

## Состав обивочной ткани

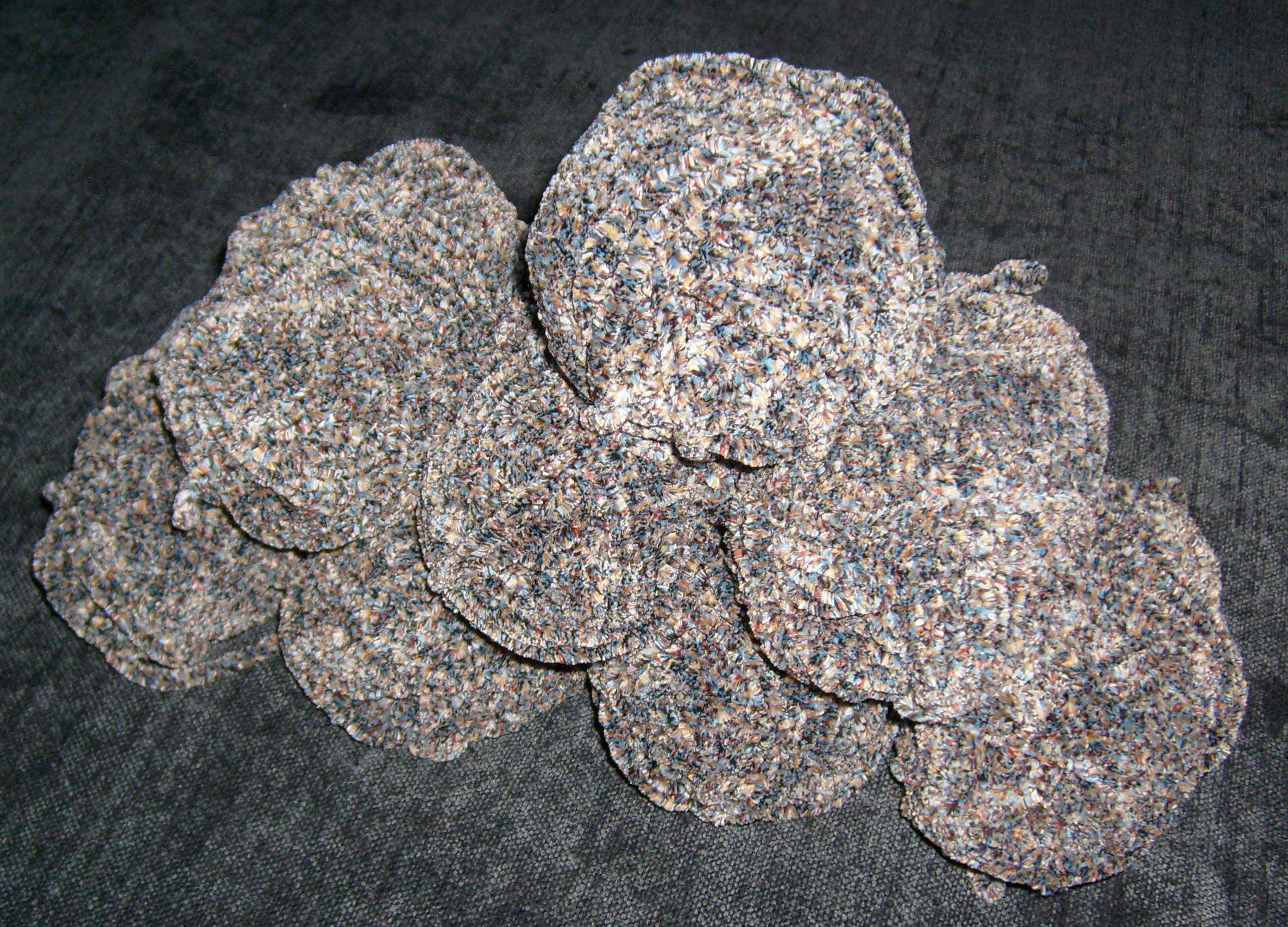
Нитки

- Хлопок
- Вискозная ткань
- Синтетический шенилл

## Использование
Ткань шенилл плотного покроя используется для обивки мебели: кресел, диванов, стульев.
Более лёгкий покрой используют для занавесок, обивки стен и других.

## Достоинства ткани
Шенилловая ткань отлично поглощает шум и свет, поэтому чаще всего используется для занавесок или штор. Она является мягкой, эластичной, и не меняет своего первоначального вида после стирки или чистки. Имеет разные расцветки, орнаменты и узоры, что позволяет реализовывать любые фантазии. Благодаря свойствам нитей ткань износостойкая и долговечная. Экологична, так как в составе присутствует много хлопка.